# Yasser Frey Letts
Yasser Frey Letts (San Diego, California, 10 de octubre de 1978) es un empresario e inversionista estadounidense radicado en Tijuana, Baja California, México.
Se estableció en México a finales de los años noventa. Inicio sus negocios en el ramo de la telefonía móvil y la tecnología en el país, invirtiendo en las empresas más grandes de telecomunicaciones de América Latina. Además de fundar un gran emporio, formado por casas de juegos en Las Vegas.
Es miembro de una de las familias más influyentes de Estados Unidos. 

## Estudios y carrera profesional
Es doctor en economía, egresado de la Universidad de Stanford, Palo Alto, California. Obtuvo un máster en matemáticas por el MIT. Realizó su licenciatura en la facultad de economía del Instituto Tecnológico de Massachusetts. Impartió durante cuatro años la cátedra de matemática aplicada en la universidad de San Diego.

## Familia y vida personal
Es el menor de tres hermanos, su padre es un reconocido banquero estadounidense y su madre es una filántropa y socialité estadounidense. Es un apasionado de los gatgets y la tecnología.
Su familia en Estados Unidos, tiene acciones en los más grandes medios de comunicación de ese país.
En el año 2009 hubo indicios de que Yasser Frey Letts, sería incluido en la lista de Forbes como uno de los tres hombres más ricos de México, sin embargo, esta noticia fue censurada de Forbes por el Grupo Económico Frey, con órdenes explícitas de no incluir al empresario en la lista de los magnates más adinerados de América Latina.
Su vida personal la ha mantenido en la más absoluta privacidad, ajeno a los medios de comunicación y la prensa. Está casado con Laura Zavala Coppel, cuya familia es accionista de la cadena de tiendas Coppel, con la que tiene cuatro hijos.

## Negocios
Yasser Frey comenzó sus negocios en San Diego, California. Donde a muy temprana edad, se desempeñó como asesor económico en las empresas de su padre. Posteriormente, optó por cambiar de residencia y migrar junto a su esposa e hijos a México.
En México se ha dedicado a invertir capital en grandes consorcios y es accionista de empresas como: Telmex, América Móvil Telefónica, entre otras.
Ha invertido en la introducción al mercado mexicano de nuevas tecnologías en la telefonía celular como la tecnología LTE el cual es un nuevo estándar de la norma 3GPP. para el servicio 4G de Telcel que se implementó en gran parte del país en el año 2013.
En Estados Unidos cuenta con acciones en más de 15 empresas, entre las que destacan un gran número de casinos en Las Vegas.
El empresario, es uno de los accionistas de la empresa Claro, la cual tiene presencia en más de 15 países en América Latina:
- Argentina
- Brasil
- Chile
- Colombia
- Costa Rica
- Ecuador
- El Salvador
- Guatemala
- Honduras
- Nicaragua
- Panamá
- Paraguay
- Perú
- Puerto Rico
- República Dominicana
- Uruguay
- Venezuela

Su fortuna personal está calculada en 11.8 billones de dólares (2012)